# Conjunt historicoartístic de Llorca
El nucli antic de la ciutat de Llorca, que inclou també el recinte del castell, va ser declarat conjunt historicoartístic el 5 de març de l'any 1964. La declaració es va publicar al Butlletí Oficial de l'Estat (BOE) el 16 de març d'aquest mateix any, i va ser el primer de la Regió de Múrcia amb aquesta distinció.
Segons l'article 20.1 de la Llei de patrimoni històric espanyol de 1986 s'obliga als municipis a elaborar un pla de protecció del conjunt historicoartístic. Així, l'Ajuntament de Llorca va elaborar el Pla especial de protecció i rehabilitació integral (PEPRI), en què es defineixen les mesures de conservació i protecció de tot el conjunt.

## Monuments més significatius

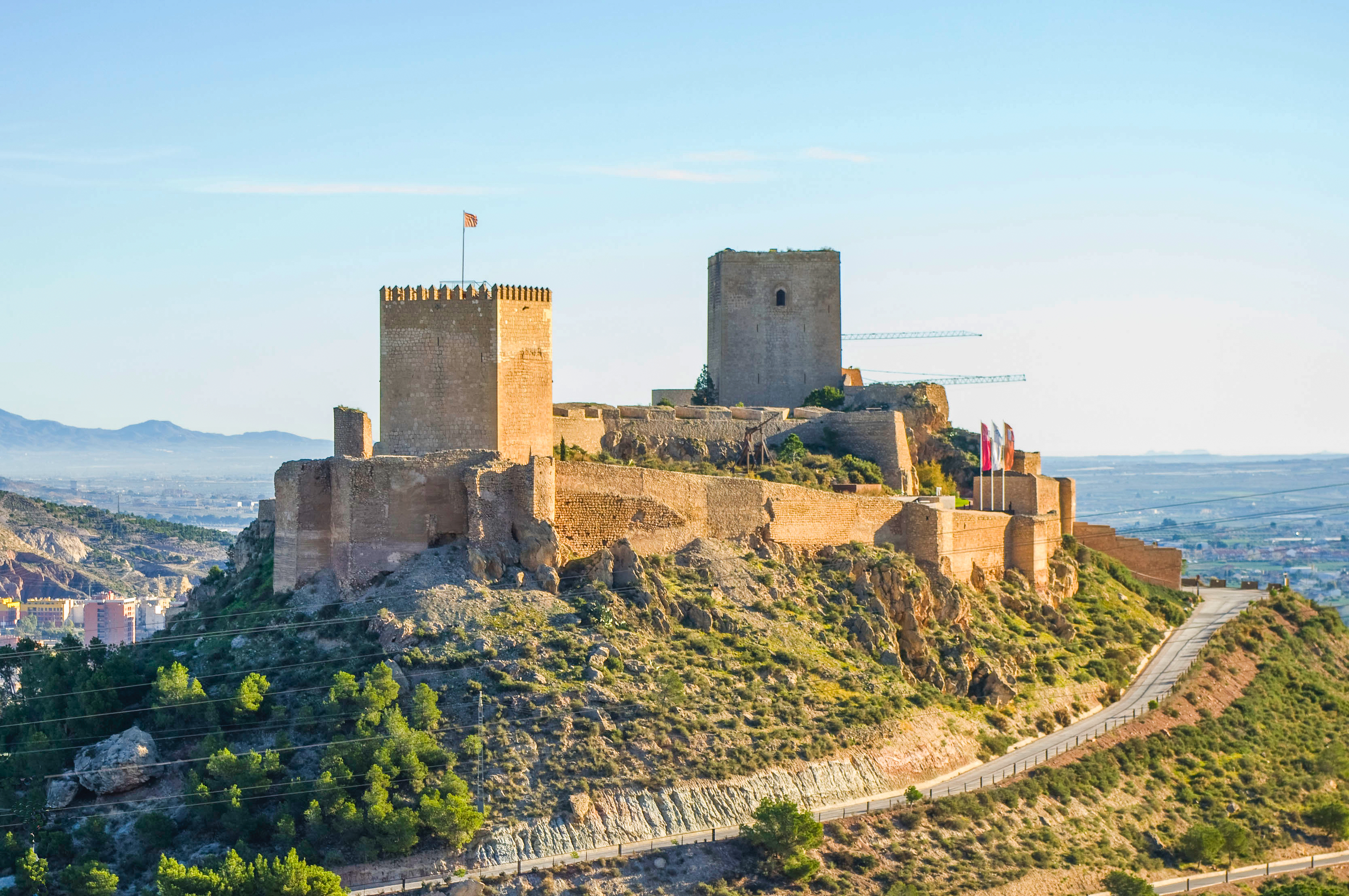
Castell de Llorca.

Queden dins del conjunt històric-artístic, entre d'altres, els monuments:
- Castell de Llorca (segle x-xvi).
- La plaça d'Espanya (segle xvi-xvii) és el centre neuràlgic del nucli històric de Llorca. Allí s'integren dos edificis emblemàtics: l'Ajuntament i la Col·legiata de Sant Patrici (segle xvi-xviii).
- La plaça de la Canella, coneguda antigament com la plaça de la verduleria, és on antany es localitzaven els edificis corresponents a l'Almodí (segle xvi), les carnisseries (antic arxiu municipal) i la Casa del Corregidor (actualment Jutjats de Lorca), també del segle xvi.
- La Col·legiata de Sant Patrici (segle xvi-xviii) és la construcció eclesiàstica més important de Llorca. Va ser declarada Monument Històric Artístic en 1941.
- Casa consistorial (segle xvi-xvii), edifici del segle xvii construït inicialment com a presó real per Alonso Ruiz de la Jara.
- Palau de Guevara o Casa de les Columnes (segle xvii-xviii)
- La muralla medieval i el Porxo de Sant Antoni envolten el Castell. El Porxo de Sant Antoni (també conegut com a Porta de Sant Genís) és una porta medieval d'accés al recinte fortificat. Data de finals del segle xiii i començaments del xiv.
- Teatro Guerra, és el teatre més antic de la Regió de Múrcia, inaugurat en 1861.
- Conjunt monumental Santo Domingo (segle xvii-xviii).
- L'església de Sant Francesc, originalment del segle xvi, va sofrir severes reformes que han modificat gairebé completament la seva arquitectura inicial. Posseeix una façana classicista i un interior majoritàriament barroc.
- Casino Artístic i Literari, edifici singular d'aspecte andalús, dissenyat pel llorquí Manuel Martínez.
- Casa-Palau dels Salazar-Rosso (segle xvi-xvii), seu del Museu Arqueològic Municipal de Llorca.

## Galeria

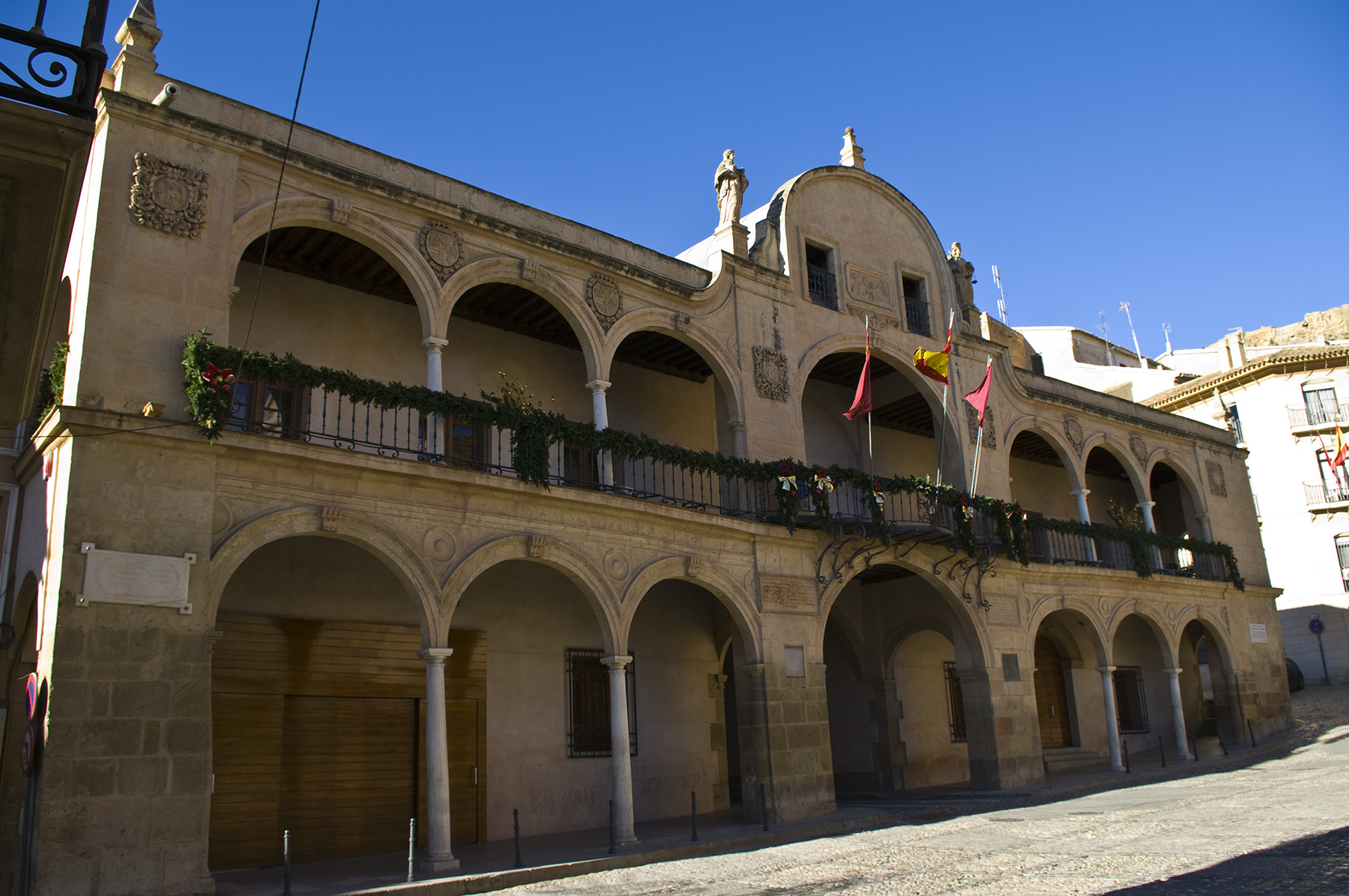
Casa consistorial.
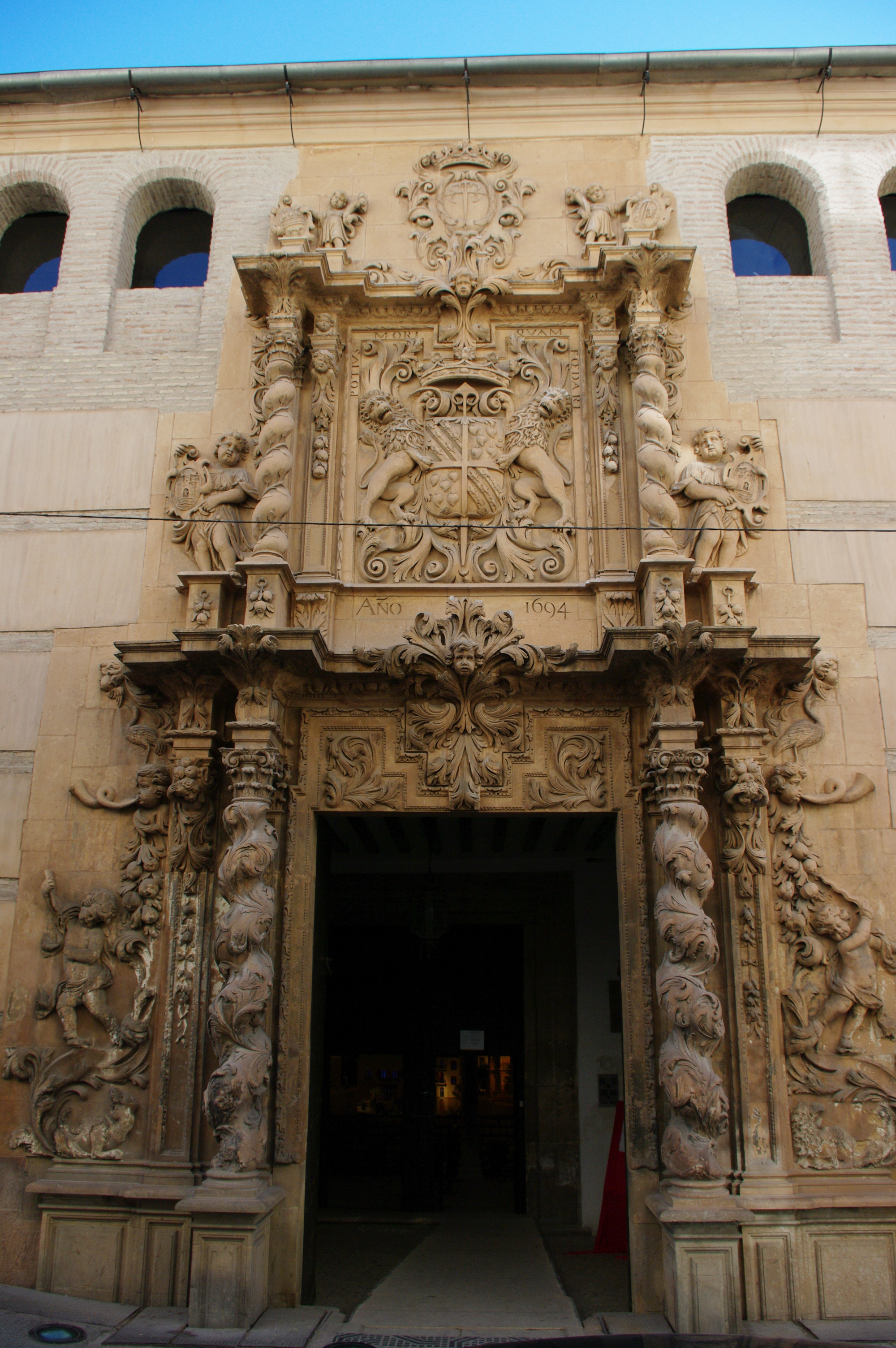
Palau de Guevara.
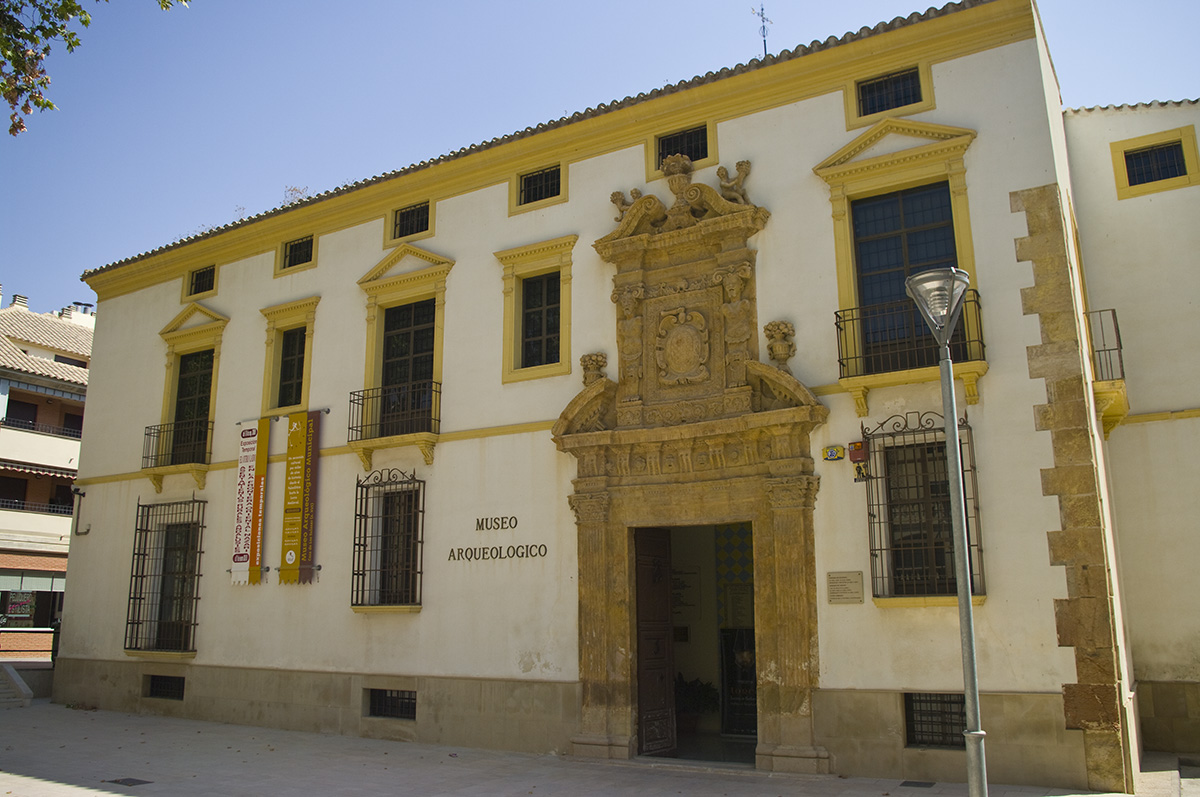
Casa dels Salazar-Rosso (xvi) (Museu Arqueològic Municipal de Llorca).
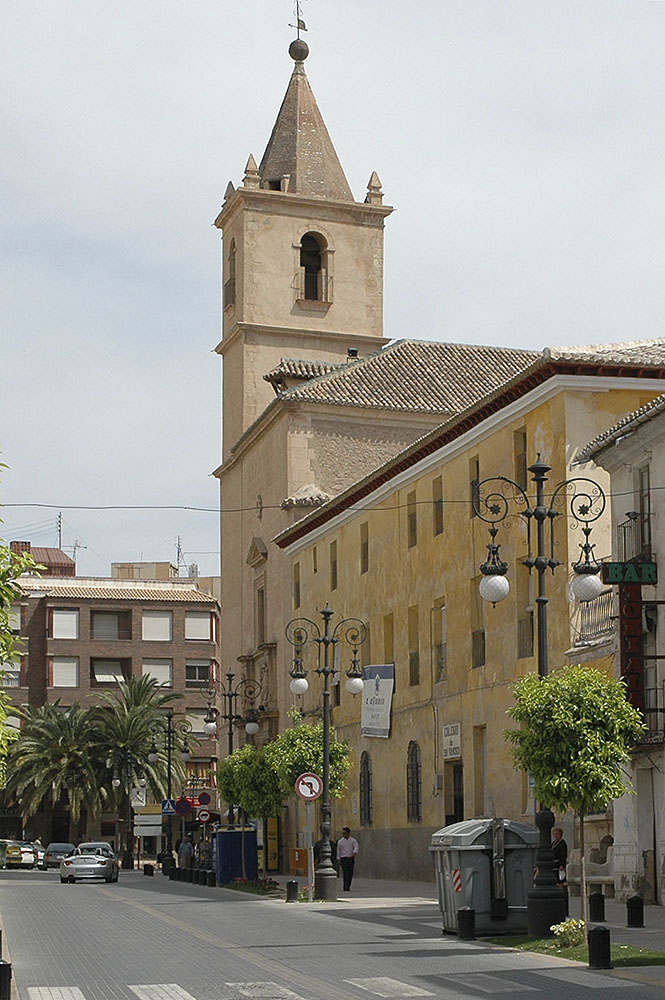
Església de Sant Francesc.
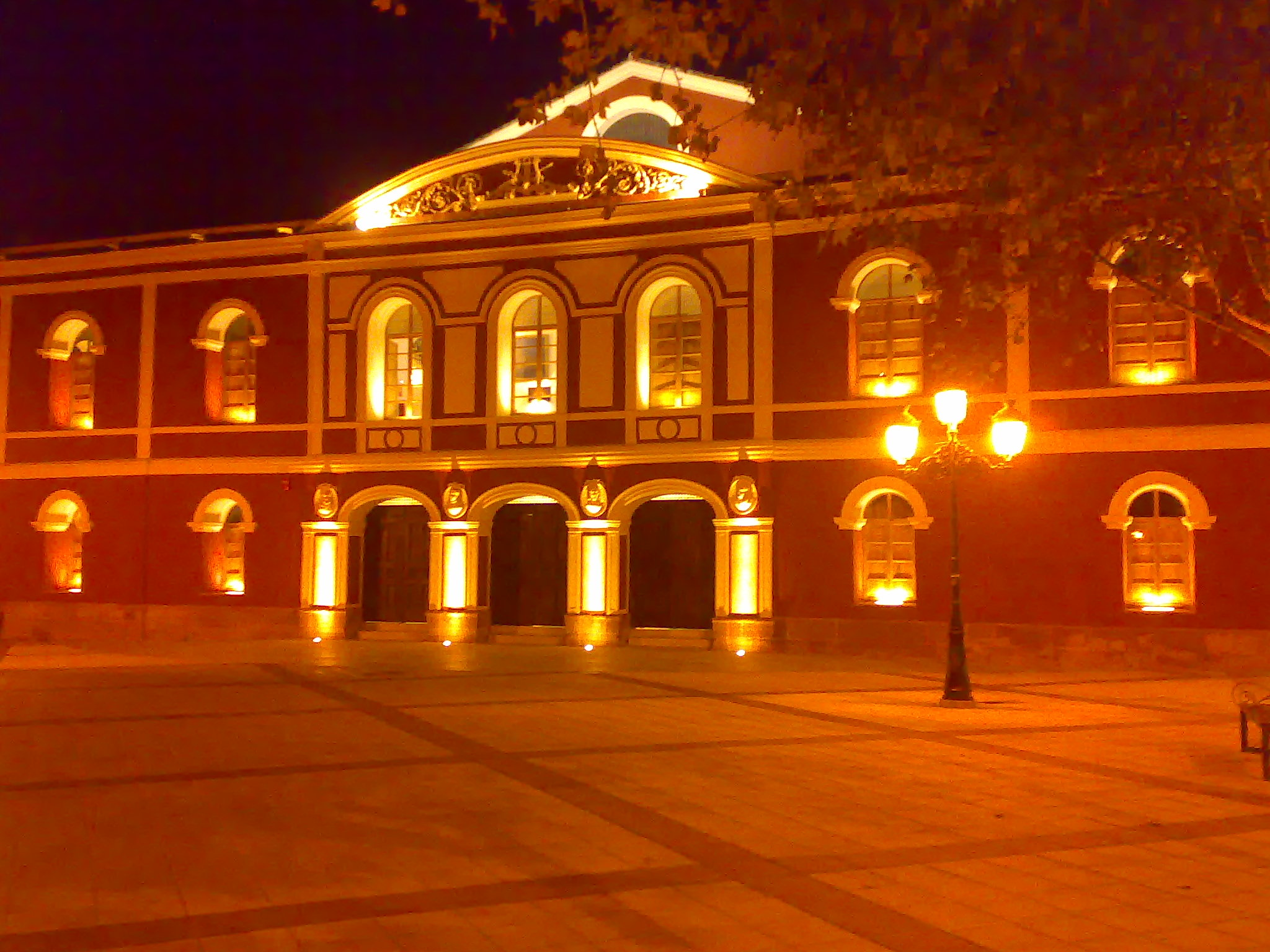
Teatro Guerra.
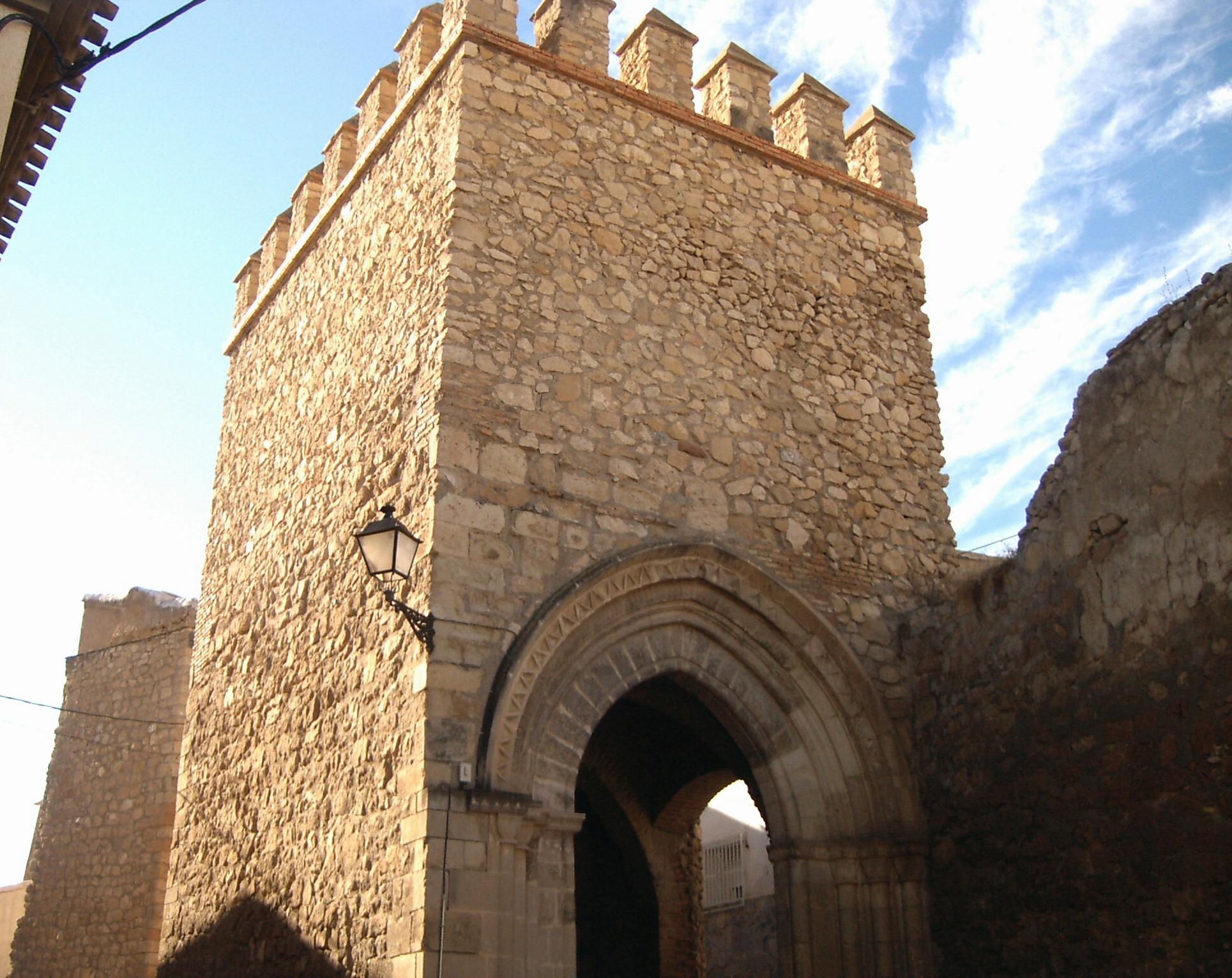
Porxo de Sant Antoni.
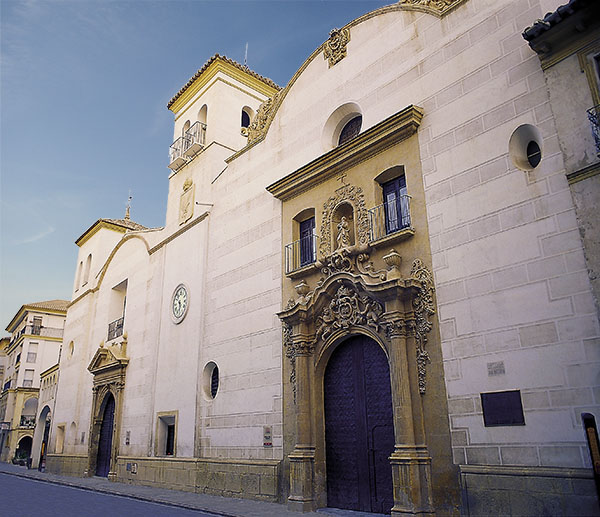
Conjunt monumental Santo Domingo.